# Viki Gabor
Wiktoria Viki Gabor (født 27. juli 2007) er en polsk sanger som repræsenterede værtsnationen Polen og vandt Junior Eurovision Song Contest 2019 med sangen "Superhero" sangen opnåede 278 point. Viki var også finalist i den anden sæson af den polske udgave af Voice Junior men hun vandt ikke da sæsonen blev vundet af Anna Dąbrowska fra team Cleo.